# Selah Sue

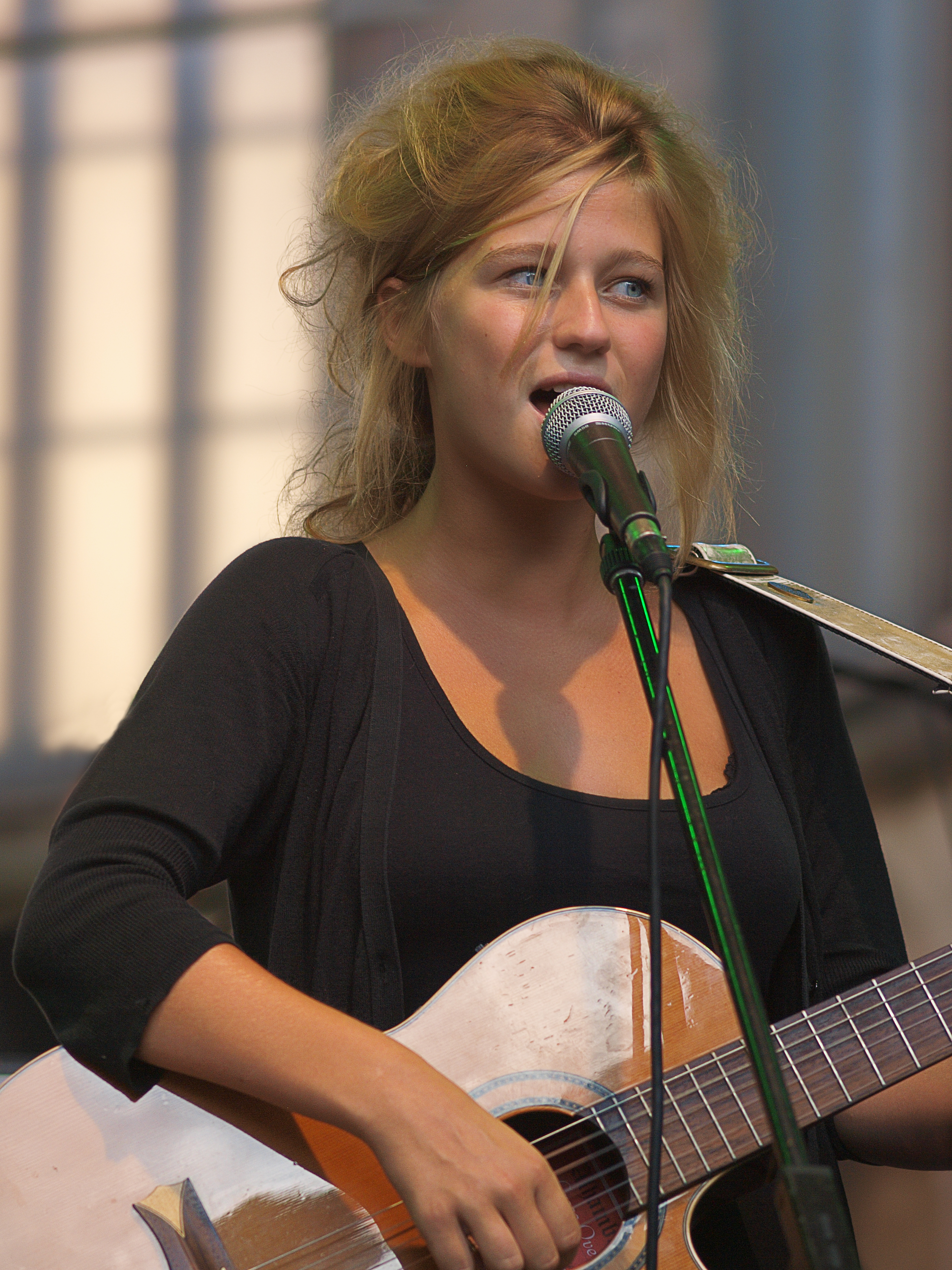
Selah Sue live beim Bardentreffen 2010 in Nürnberg

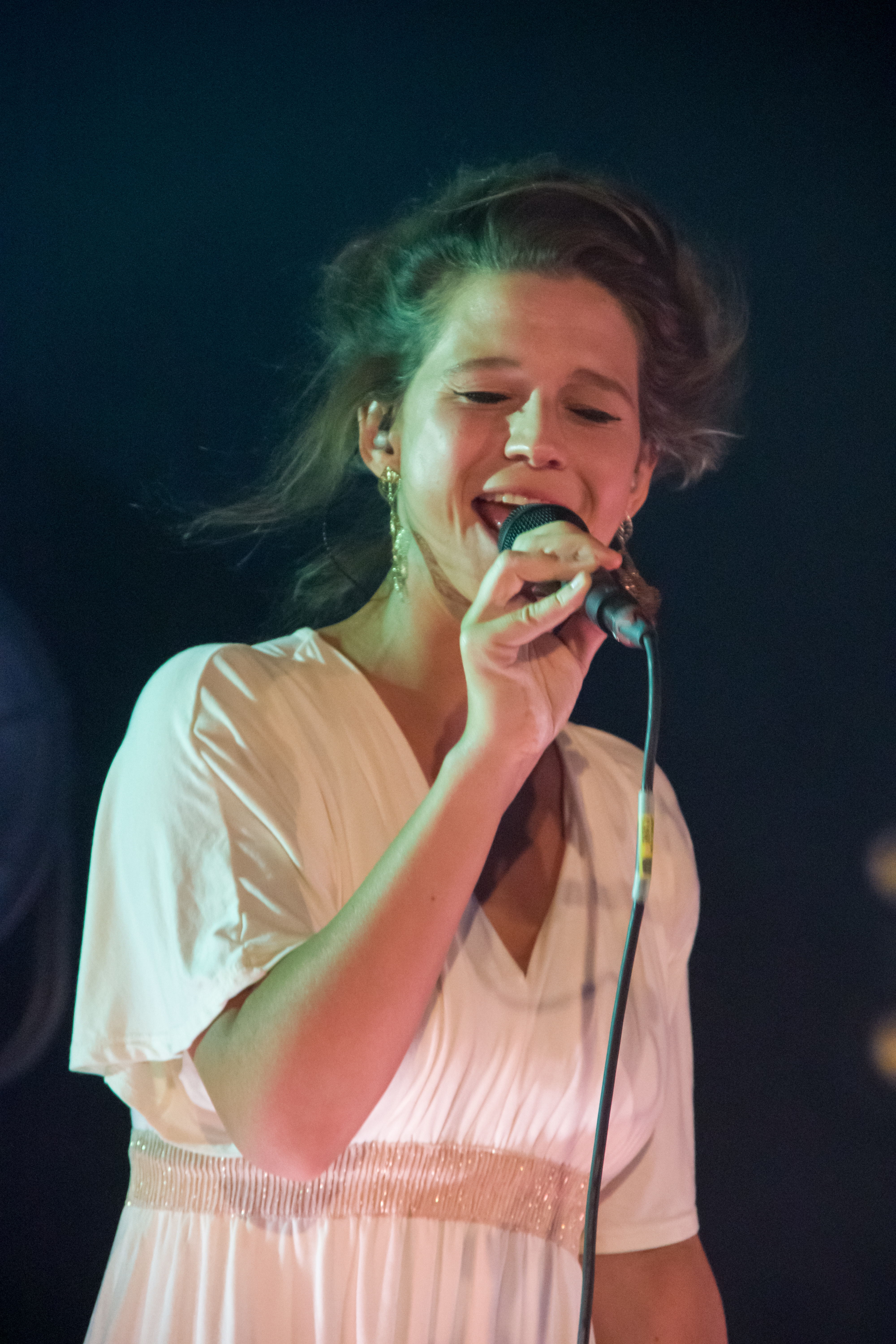
Selah Sue auf dem ZMF 2018 in Freiburg

Selah Sue (* 3. Mai 1989 in Löwen, Flandern; eigentlich Sanne Greet A. Putseys) ist eine belgische Singer-Songwriterin. Ihre Musik gehört in das Genre Soul mit Einflüssen von Reggae, Funk und Hip-Hop.

## Leben
In ihrer Kindheit nahm Selah Sue noch Tanzunterricht, mit 15 Jahren begann sie sich aber für das Gitarrespielen und Liederschreiben zu interessieren. Nur zwei Jahre später wurde sie bei einem Contest von Mitveranstalter Milow entdeckt und eingeladen, bei ihm im Vorprogramm seiner Konzerte zu spielen. Radioauftritte in Brüssel machten sie weiter bekannt. Es folgten Auftritte als Support von Jamie Lidell, James Morrison und anderen sowie Konzerte bei bekannten Festivals in Belgien und den Niederlanden.
Mit 20 Jahren hatte sie ihren ersten Plattenvertrag und machte Plattenaufnahmen, unter anderem ein Duett mit CeeLo Green mit dem Titel Please, das auf dessen Album The Lady Killer und später auch auf dem eigenen Debütalbum veröffentlicht wurde. Bei einem Konzert von Prince in Antwerpen trat sie am 8. November 2010 im Vorprogramm auf.
Mit den Liedern Raggamuffin und Crazy Vibes hatte sie ab 2010 erste Erfolge sowohl im niederländisch- als auch im französischsprachigen Raum über die Grenzen Belgiens hinaus. Ihr nach ihr selbst benanntes Debütalbum erschien im März 2011 und belegte in ihrer flämischen Heimat Platz 1 der Charts. Es wurde von DJ Farhot und Reggae-Musiker Patrice produziert, den sie auf seiner Tour im Herbst 2010 auch im deutschsprachigen Raum begleitete.
Bei den belgischen Music Industry Awards wurde sie Anfang 2011 als beste Solokünstlerin ausgezeichnet.

## Diskografie

### Alben
| Jahr | Titel     | Höchstplatzierung, Gesamtwochen, AuszeichnungChartplatzierungen (Jahr, Titel, Platzierungen, Wochen, Auszeichnungen, Anmerkungen) | Höchstplatzierung, Gesamtwochen, AuszeichnungChartplatzierungen (Jahr, Titel, Platzierungen, Wochen, Auszeichnungen, Anmerkungen) | Höchstplatzierung, Gesamtwochen, AuszeichnungChartplatzierungen (Jahr, Titel, Platzierungen, Wochen, Auszeichnungen, Anmerkungen) | Höchstplatzierung, Gesamtwochen, AuszeichnungChartplatzierungen (Jahr, Titel, Platzierungen, Wochen, Auszeichnungen, Anmerkungen) | Höchstplatzierung, Gesamtwochen, AuszeichnungChartplatzierungen (Jahr, Titel, Platzierungen, Wochen, Auszeichnungen, Anmerkungen) | Höchstplatzierung, Gesamtwochen, AuszeichnungChartplatzierungen (Jahr, Titel, Platzierungen, Wochen, Auszeichnungen, Anmerkungen) | Anmerkungen                           |
| Jahr | Titel     | BEF | BEW | NL | FR | CH | DE | Anmerkungen                           |
| ---- | --------- | --- | --- | --- | --- | --- | --- | ------------------------------------- |
| 2011 | Selah Sue | BEF1 ×4Vierfachplatin · (125 Wo.)BEF                                                                                              | BEW1 (129 Wo.)BEW | NL2 Gold · (89 Wo.)NL | FR9 ×2Doppelplatin · (233 Wo.)FR                                                                                                  | CH32 (55 Wo.)CH | — | Erstveröffentlichung: 4. März 2011    |
| 2015 | Reason    | BEF1 Gold · (87 Wo.)BEF | BEW1 (87 Wo.)BEW | NL1 (32 Wo.)NL | FR3 (95 Wo.)FR | CH9 (8 Wo.)CH | DE82 (1 Wo.)DE | Erstveröffentlichung: 26. März 2015   |
| 2020 | Bedroom   | BEF17 (7 Wo.)BEF | BEW61 (1 Wo.)BEW | — | FR159 (1 Wo.)FR | — | — | Erstveröffentlichung: 15. Mai 2020 EP |
| 2022 | Persona   | BEF5 (10 Wo.)BEF | BEW4 (15 Wo.)BEW | NL15 (1 Wo.)NL | FR18 (12 Wo.)FR | CH34 (2 Wo.)CH | — | Erstveröffentlichung: 25. März 2022   |

Weitere Alben
- 2012: Rarities

### Singles
| Jahr | Titel Album                             | Höchstplatzierung, Gesamtwochen, AuszeichnungChartplatzierungen (Jahr, Titel, Album, Platzierungen, Wochen, Auszeichnungen, Anmerkungen) | Höchstplatzierung, Gesamtwochen, AuszeichnungChartplatzierungen (Jahr, Titel, Album, Platzierungen, Wochen, Auszeichnungen, Anmerkungen) | Höchstplatzierung, Gesamtwochen, AuszeichnungChartplatzierungen (Jahr, Titel, Album, Platzierungen, Wochen, Auszeichnungen, Anmerkungen) | Höchstplatzierung, Gesamtwochen, AuszeichnungChartplatzierungen (Jahr, Titel, Album, Platzierungen, Wochen, Auszeichnungen, Anmerkungen) | Anmerkungen                                                                                             |
| Jahr | Titel Album                             | BEF | BEW | FR | CH | Anmerkungen                                                                                             |
| ---- | --------------------------------------- | --- | --- | --- | --- | --- |
| 2010 | Raggamuffin Selah Sue                   | BEF29 Gold · (8 Wo.)BEF | BEW16 (16 Wo.)BEW | FR18 (82 Wo.)FR | — | Erstveröffentlichung: 14. Juni 2010                                                                     |
| 2010 | Crazy Vibes Selah Sue                   | BEF21 Gold · (11 Wo.)BEF | BEW26 (10 Wo.)BEW | FR74 (5 Wo.)FR | — | Erstveröffentlichung: 18. Oktober 2010                                                                  |
| 2011 | This World Selah Sue                    | BEF2 Platin · (34 Wo.)BEF | BEW15 (17 Wo.)BEW | FR33 (25 Wo.)FR | CH42 (7 Wo.)CH | Erstveröffentlichung: 9. Mai 2011                                                                       |
| 2011 | Zanna –                                 | BEF1 Gold · (11 Wo.)BEF | BEW29 (4 Wo.)BEW | — | — | Erstveröffentlichung: 28. November 2011 mit Tom Barman versus the Subs                                  |
| 2014 | Together Reason                         | BEF46 (2 Wo.)BEF | — | — | — | Erstveröffentlichung: 20. November 2014 Charteinstieg BE: 2016 featuring Childish Gambino               |
| 2014 | Alone Reason                            | BEF5 Gold · (21 Wo.)BEF | BEW1 (25 Wo.)BEW | FR9 (53 Wo.)FR | — | Erstveröffentlichung: 1. Dezember 2014                                                                  |
| 2014 | Won’t Go for More (Acoustic Version) –  | — | — | FR191 (1 Wo.)FR | — | |
| 2015 | Reason                                  | — | BEW41 (3 Wo.)BEW | FR115 (2 Wo.)FR | — | |
| 2016 | Bang Bang –                             | BEF35 (12 Wo.)BEF | — | — | — | Erstveröffentlichung: 9. Dezember 2016 DJ Fresh versus Diplo featuring R. City, Selah Sue & Craig David |
| 2020 | You Bedroom (EP)                        | BEF43 (3 Wo.)BEF | — | — | — | Erstveröffentlichung: 17. April 2020                                                                    |
| 2021 | Hurray Persona                          | BEF48 (1 Wo.)BEF | — | — | — | Erstveröffentlichung: 27. August 2021 featuring TOBi                                                    |
| 2022 | Pills Persona                           | BEF22 (15 Wo.)BEF | — | — | — | Erstveröffentlichung: 26. Januar 2022                                                                   |
| 2022 | Wanted You to Know Persona              | — | — | FR135 (1 Wo.)FR | — | Erstveröffentlichung: 24. März 2022 featuring Damso                                                     |
| 2023 | When It All Falls Down Persona (Deluxe) | — | BEW42 (1 Wo.)BEW | — | — | |

Weitere Singles
- 2011: Summertime
- 2012: Crazy Sufferin’ Style
- 2012: Fade Away
- 2014: Faces (Patrice featuring Selah Sue)
- 2015: Reason
- 2015: Fear Nothing
- 2016: A Million Ways (Pomrad featuring Selah Sue)
- 2017: Pull the Strings (Maverick featuring Selah Sue)
- 2017: So This Is Love
- 2018: The Minute (Maverick featuring Selah Sue)
- 2018: Que sera sera (Marcus Miller featuring Selah Sue)
- 2019: Guy-Funk (Zwangere Guy featuring Selah Sue & Darrell Cole)

## Auszeichnungen für Musikverkäufe
| Goldene Schallplatte - Europa (Impala) - 2016: für das Album Reason | Platin-Schallplatte - Polen - 2012: für das Album Selah Sue |

Anmerkung: Auszeichnungen in Ländern aus den Charttabellen bzw. Chartboxen sind in ebendiesen zu finden.
| Land/RegionAuszeichnungen für Musikverkäufe (Land/Region, Auszeichnungen, Verkäufe, Quellen) | Gold     | Platin     | Verkäufe | Quellen         |
| -------------------------------------------------------------------------------------------- | -------- | ---------- | -------- | --------------- |
| Belgien (BRMA)                                                                               | 5× Gold5 | 5× Platin5 | 150.000  | ultratop.be     |
| Europa (Impala)                                                                              | Gold1    | —          | (75.000) | impalamusic.org |
| Frankreich (UPFI)                                                                            | —        | 2× Platin2 | 200.000  | upfi.fr         |
| Niederlande (NVPI)                                                                           | Gold1    | —          | 25.000   | nvpi.nl         |
| Polen (ZPAV)                                                                                 | —        | Platin1    | 20.000   | olis.pl         |
| Insgesamt                                                                                    | 7× Gold7 | 8× Platin8 |          |                 |

## Auszeichnungen
- De Jimmies: Beste Zangeres - Nationaal 2012

## Film
- Selah Sue zu Gast bei Ground Control. Regie: Sebastien Berger. Arte, Frankreich 2020